# Castelré
Ne doit pas être confondu avec Kasterlee.

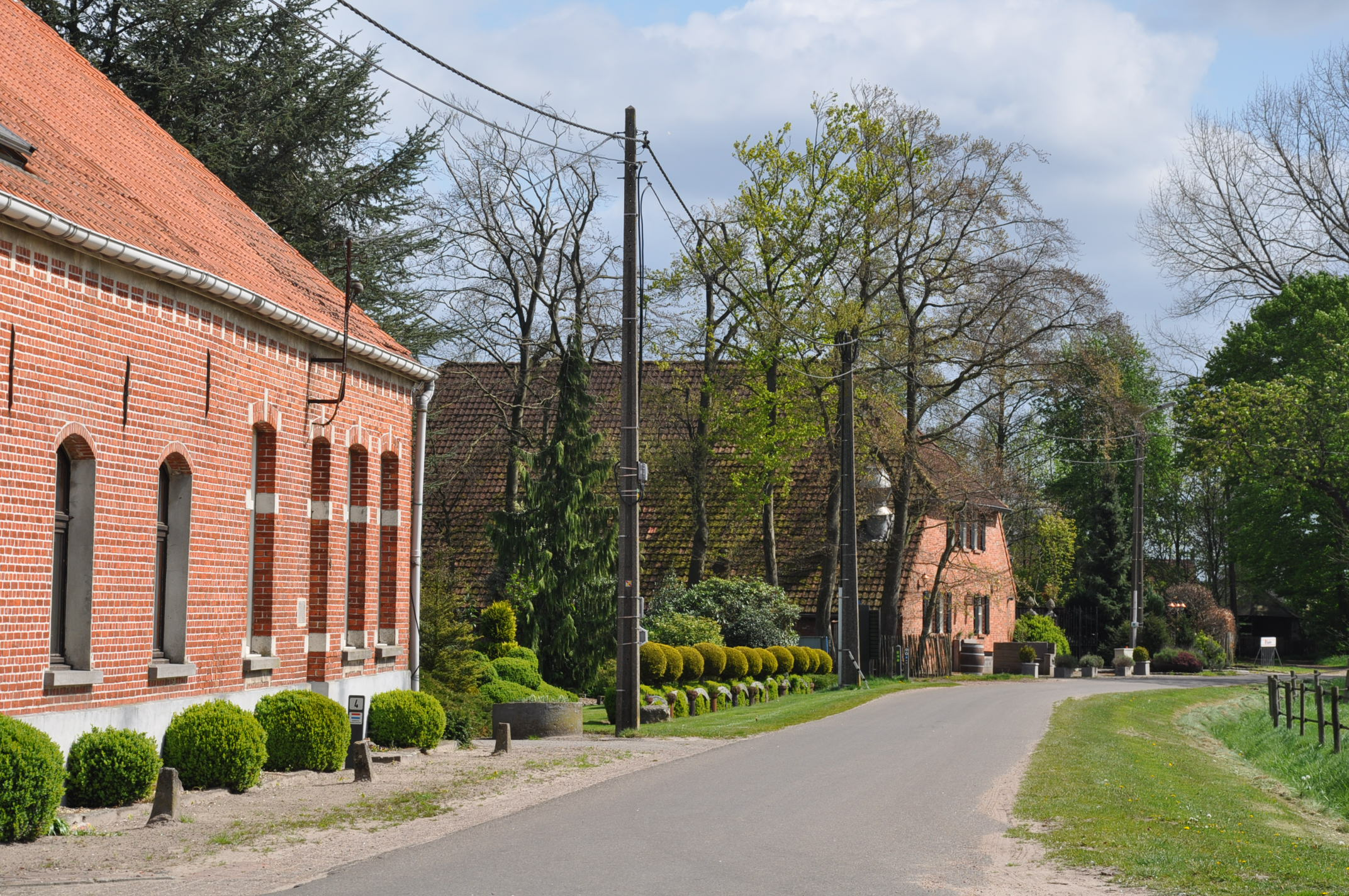
Fermes à Castelré.

Castelré est un village situé dans la commune néerlandaise de Baerle-Nassau, dans la province du Brabant-Septentrional. Le 1er janvier 2009, le village comptait 199 habitants. Ce village néerlandais présente la particularité d'être entouré par la Belgique de tous les côtés, excepté, à l'est, un passage, qui ne fait qu'environ 300 m de large en son point le plus étroit, le reliant au reste des Pays-Bas.

## Historique
- Le 21 novembre 1870 le ballon monté Archimède s'envole de la gare d'Orléans à Paris alors assiégé par les Prussiens et termine sa course à Castelré après avoir parcouru 400 kilomètres[1].